# Hypsosinga
Genre
Hypsosinga est un genre d'araignées aranéomorphes de la famille des Araneidae.

## Distribution
Les espèces de ce genre se rencontrent en Asie, en Europe, en Afrique et en Amérique du Nord.

## Liste des espèces
Selon World Spider Catalog (version 25.5, 02/02/2025) :
- Hypsosinga alberta Levi, 1972
- Hypsosinga alboria Yin, Wang, Xie & Peng, 1990
- Hypsosinga albovittata (Westring, 1851)
- Hypsosinga clax Oliger, 1993
- Hypsosinga funebris (Keyserling, 1892)
- Hypsosinga groenlandica Simon, 1889
- Hypsosinga heri (Hahn, 1831)
- Hypsosinga holzapfelae (Lessert, 1936)
- Hypsosinga kazachstanica Ponomarev, 2007
- Hypsosinga lithyphantoides Caporiacco, 1947
- Hypsosinga pulla Mi & Li, 2021
- Hypsosinga pygmaea (Sundevall, 1831)
- Hypsosinga rubens (Hentz, 1847)
- Hypsosinga ryani Mi, Li & Pham, 2023
- Hypsosinga sanguinea (C. L. Koch, 1844)
- Hypsosinga satpuraensis Bodkhe, Uniyal & Kamble, 2016
- Hypsosinga taprobanica (Simon, 1895)
- Hypsosinga turkmenica Bakhvalov, 1978
- Hypsosinga vaulogeri (Simon, 1909)
- Hypsosinga wanica Song, Qian & Gao, 1996

## Systématique et taxinomie
Ce genre a été décrit par Ausserer en 1871 dans les Theridiidae.

## Publication originale
- Ausserer, 1871 : « Neue Radspinnen. » Verhandllungen der kaiserlich-kongiglichen zoologish-botanischen Gesellschaft in Wien, vol. 21, p. 815-832 (texte intégral).